# Gouvernement de Kostroma
1796–1929
Entités suivantes :
- Oblast d'Ivanovo-Voznessensk

Le gouvernement de Kostroma (en russe : Костромская губерния) est une division administrative de l’Empire russe, puis de la R.S.F.S.R., située en Russie d'Europe, au nord-est de Moscou, avec pour capitale la ville de Kostroma. Formé en 1796, le gouvernement exista jusqu’en 1929.

## Géographie
Le gouvernement de Kostroma était bordé par les gouvernements de Vologda, Tobolsk, Viatka, Nijni Novgorod, Vladimir et Iaroslavl.
Le territoire du gouvernement de Kostroma se trouve de nos jours partagé entre l’oblast de Kostroma et les oblasts d’Nijni Novgorod, Ivanovo.

## Histoire
En 1778 la province (namestnitchestvo) de Kostroma est formée à partir de deux provinces (provintsia) : la province de Galitch du gouvernement d'Arkhangelsk et la province de Kostroma du gouvernement de Moscou. En 1796, dans le cadre de la réforme administrative, la province devient le gouvernement de Kostroma. De 1918 à 1926, la superficie du gouvernement est divisée par près de 2,5, passant de douze à sept ouïezds. Le 14 janvier 1929 le gouvernement est intégré au nouvel oblast d’Ivanovo-Voznessensk (renommé oblast industriel d’Ivanovo en mars 1929).

## Subdivisions administratives
Au début du XXe siècle le gouvernement de Kostroma était divisé en douze ouïezds : Bouï, Varnavine, Vetlouga, Galitch, Kinechma, Kologriv, Kostroma, Makariev, Nerekhta, Soligalitch, Tchoukhloma et Iourievets.

## Population
En 1897, la population du gouvernement était de 1 429 228 habitants, à 99,6 % russes.